# هرماننی
هِرْمانْنی ([ˈhermɑn:i]; سوئدی: Hermanstad Finland Swedish: [ˈhermɑnˌstɑ:d]) یک محله در ناحیه اصلی مرکزی هلسینکی، فنلاند است. هِرْمانْنی دارای ۵٬۱۲۴ سکنه بوده که در منطقه‌ای به وسعت ۱٫۰۵ کیلومتر مربع زندگی می‌کنند هِرْمانْنی بخشی از ناحیه واللیلا است.